# Ana Isabel Elias
Ana Isabel Elias   (17 de setembre de 1965) és una corredora de mitja distància angolesa. Va competir en els 1500 metres femenins als Jocs Olímpics d'Estiu de 1992.